# Хомай Вйаравалла
Хомай Вйаравалла (також відома під псевдонімом Далда 13; 9 грудня 1913 - 15 січня 2012) — перша фотожурналістка Індії. Вона почала працювати наприкінці 1930-х, а на початку 1970-х вийшла на пенсію. У 2011 році вона отримала нагороду Падма Вібхушан, другу найвищу цивільну нагороду Республіки Індія. Почавши працювати в The Illustrated Weekly of India, вона стала однією з перших жінок в Індії, яка стала співробітницею великого ЗМІ.

## Ранні роки та освіта
Хомай Вйаравалла народилася 9 грудня 1913 року в родині парсів у Навсарі, штат Гуджарат. Вйаравалла провела своє дитинство мандруючи разом із театральною трупою свого батька. Після переїзду в Бомбей Хомай навчалася в Бомбейському університеті та Школі мистецтв.

## Особисте життя
Вйаравалла вийшла заміж за Манекшоу Джамшетджі Вйараваллу, бухгалтера і фотографа Times of India.
Після його смерті у 1969 році, Хомай Вйаравалла переїхала до Пілані, штат Раджастхан, з її єдиним сином Фаруком, який викладав у місцевому інституті. У 1982 році вона повернулася до Вадодари. Після смерті сина від раку в 1989 році вона жила одна в маленькій квартирі й приділяла багато часу садівництву.

## Кар'єра
Вйаравалла почала свою професійну кар'єру в 1930-х роках. На початку Другої світової війни вона почала працювати в журналі The Illustrated Weekly of India, де і опублікувала багато своїх чорно-білих фотографій. На початку кар'єри через свою маловідомість та щоб приховати свою стать, вона публікувалася під іменем свого чоловіка. Вйаравалла стверджувала, що оскільки жінок-фотографок не сприймали серйозно, вона мала змогу робити відверті та щирі знімки, без втручання фотографованих:
|                                                               | Люди були досить ортодоксальними. Вони не хотіли, щоб жінки були присутні всюди, і коли вони побачили мене в сарі та з камерою, вони вважали, що це дуже дивно. І спочатку вони думали, що я просто бавлюся з камерою, просто хизуюся чи щось інше, і вони не сприймали мене серйозно. Але це було на мою користь, тому що таким чином я могла отримати доступ до самого особистого що в них було, щоб його сфотографувати, і мене ніхто не зупиняв. Тож я могла робити найкращі фотографії та публікувати їх. Лише коли фотографії були опубліковані, люди зрозуміли, наскільки старанно я працювала. |
| — Хомай Вйаравалла, Далда 13: Портрет Хомай Вйаравалли (1995) | |

Врешті-решт її фотографії отримали визнання на національному рівні, особливо після переїзду Хомай до Делі в 1942 році, щоб приєднатися до Британської інформаційної служби. Як прес-фотограф, вона сфотографувала багатьох політичних та національних лідерів періоду боротьби за незалежність, зокрема Магатму Ґанді, Джавахарлала Неру, Мухаммеда Алі Джинна, Індіру Ганді та членів династії Неру-Ганді.

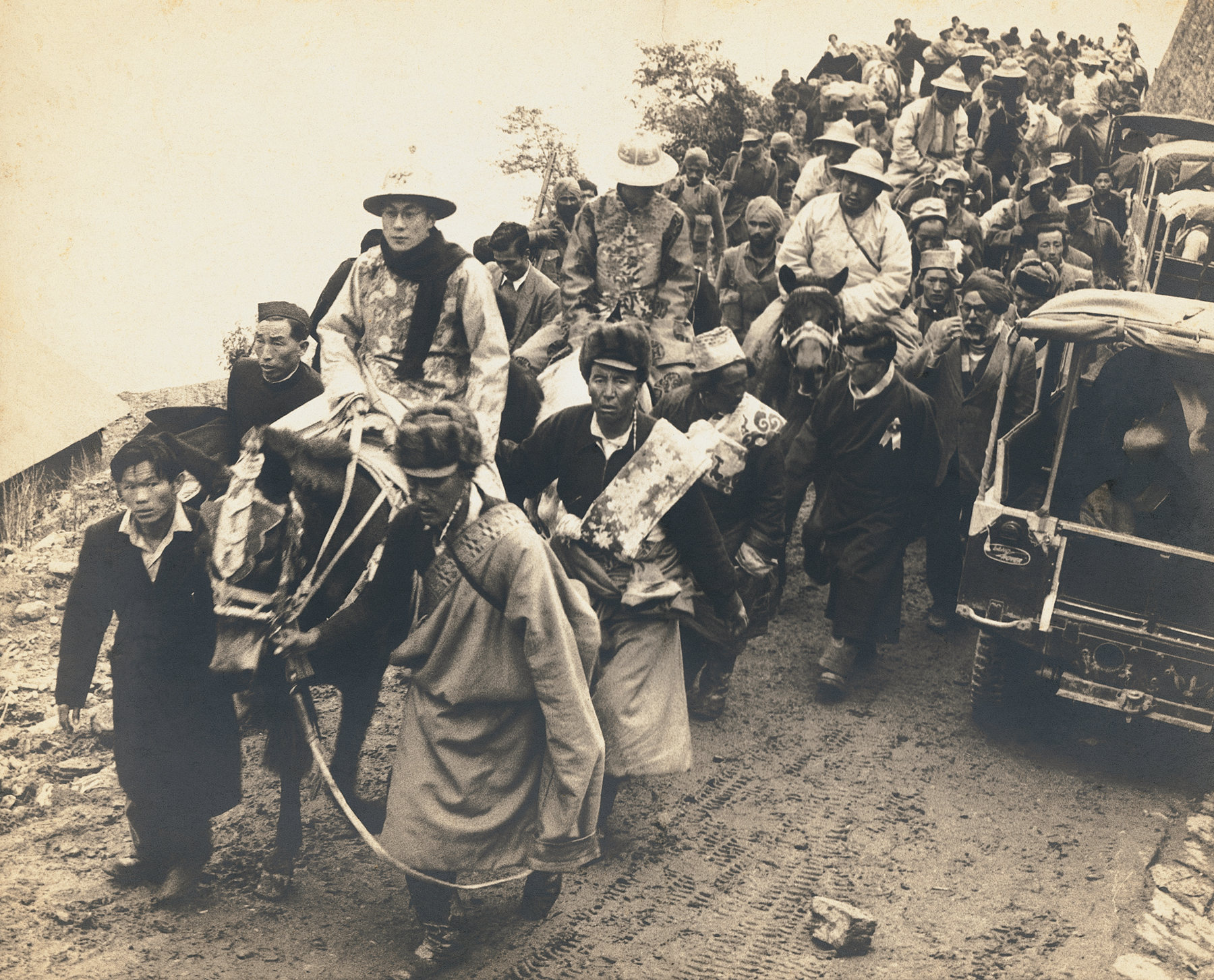
Далай-лама в парадному вбранні прибуває в Індію через перевал Нату Ла в Сіккімі 24 листопада 1956 року, фото Хомай Вйаравалли.

У 1956 році вона сфотографувала для журналу Life 14-го Далай-ламу, коли він вперше потрапив до Сіккіма в Індії через Нату Ла.
Більшість її фотографій були опубліковані під псевдонімом Далда 13. Вона обрала це ім'я тому, що її рік народження був 1913, вона познайомилася зі своїм чоловіком у віці 13 років, а номерний знак на її першому автомобільному номері був «DLD 13».
У 1970 році, незабаром після смерті чоловіка, Хомай Вяравалла вирішила відмовитись від фотографії, нарікаючи на «погану поведінку» нового покоління фотографів. За останні 40 років життя вона не зробила жодної фотографії. Коли її запитали, чому вона кинула фотографувати на піку своєї професії, вона відповіла:
|  | Це вже не було того варте. У нас були правила для фотографів; ми навіть дотримувались дрес-коду. Ми ставились один до одного з повагою, як до колег. Але потім все змінилося на гірше. Їх цікавили лише швидкі гроші; Я більше не хотіла бути частиною натовпу. |

Пізніше в житті Вйаравалла передала свою колекцію фотографій Фонду мистецтв Альказі, що базується в Делі, а в 2010 році, у співпраці з Національною галереєю сучасного мистецтва Мумбаї (NGMA), фонд представив ретроспективу її робіт. У 1998 році вона була удостоєна нагороди Chameli Devi Jain для видатних жінок в медіа.
Google вшанував Вйараваллу у 104-у річницю її народження дудлом «Перша леді об'єктиву».

## Нагороди
У 2011 році її нагородили Падмою Вібхушан, другою найвищою цивільною відзнакою в Індії. 

## Смерть
У січні 2012 року Вйаравалла впала з ліжка і зламала стегно. Сусіди допомогли їй дістатись до лікарні, де у неї розвинулись проблеми з диханням. Вона мала захворювання легенів, яке призвело до її смерті 15 січня 2012 року.